# Saelices el Chico
Saelices el Chico ist ein Ort und eine nordspanische Gemeinde (municipio) mit 173 Einwohnern (Stand: 2024) in der Provinz Salamanca in der Autonomen Gemeinschaft Kastilien und León. Zur Gemeinde gehören neben dem Hauptort Saelices el Chico die Wüstungen Berrocal del Río, Majuelos und Sageras del Río.

## Geografie
Saelices el Chico liegt etwa 120 Kilometer westsüdwestlich von Salamanca nahe der portugiesischen Grenze in einer Höhe von ca. 650 m. Der Río Águeda begrenzt die Gemeinde im Westen.

## Bevölkerungsentwicklung
| Jahr      | 1900 | 1950 | 1960 | 1970 | 1981 | 1991 | 2001 | 2011 | 2021 |
| Einwohner | 645  | 636  | 570  | 340  | 226  | 219  | 175  | 168  | 159  |

## Wirtschaft
Von 1974 bis 2001 baute die ENUSA in der Mina Fé Uran ab. Derzeit gibt es Überlegungen, die Mine zu reaktivieren.

## Sehenswürdigkeiten
- Reste einer römischen Villa
- Benediktkirche (Iglesia de San Benito)
- Mühlen

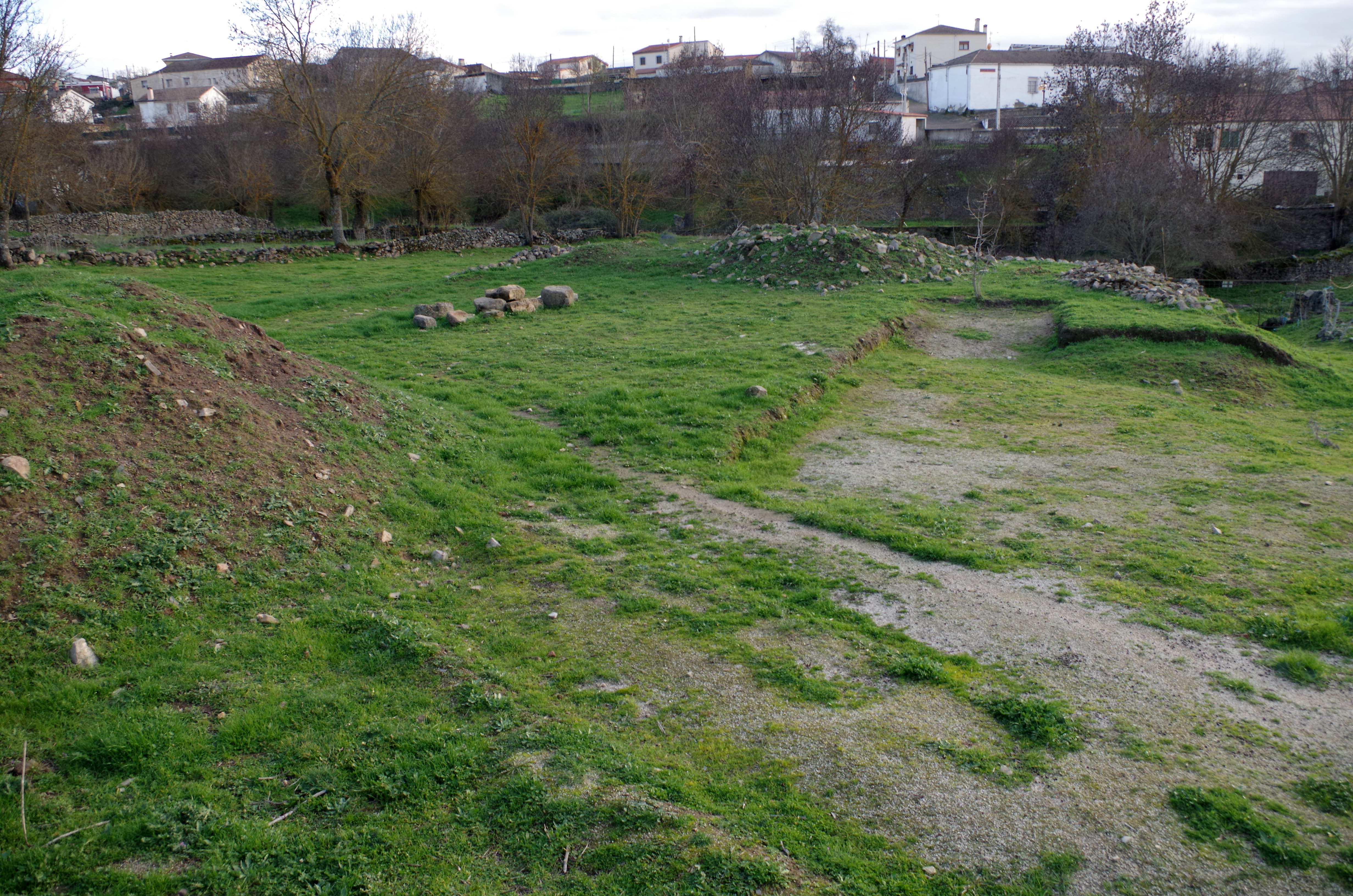
Reste der römischen Villa